# Titanocetus sammarinensis
Titanocetus sammarinensis és una espècie extinta de cetaci de la família dels cetotèrids.

## Descobriment
Les restes fòssils de Titanocetus foren descobertes en dipòsits marins del Languià (Miocè mitjà) de la formació del Fumaiolo, a la República de San Marino. El cetaci fou descrit el 1900 pel paleontòleg italià, que el 1901 l'anomenà Aulocetus sammarinensis.
Més d'un segle més tard, el paleontòleg Michelangelo Bisconi determinà que les restes eren massa diferents de l'espècie tipus del gènere Aulocetus i, per tant, erigí el nou gènere Titanocetus per acomodar-les.

## Morfologia

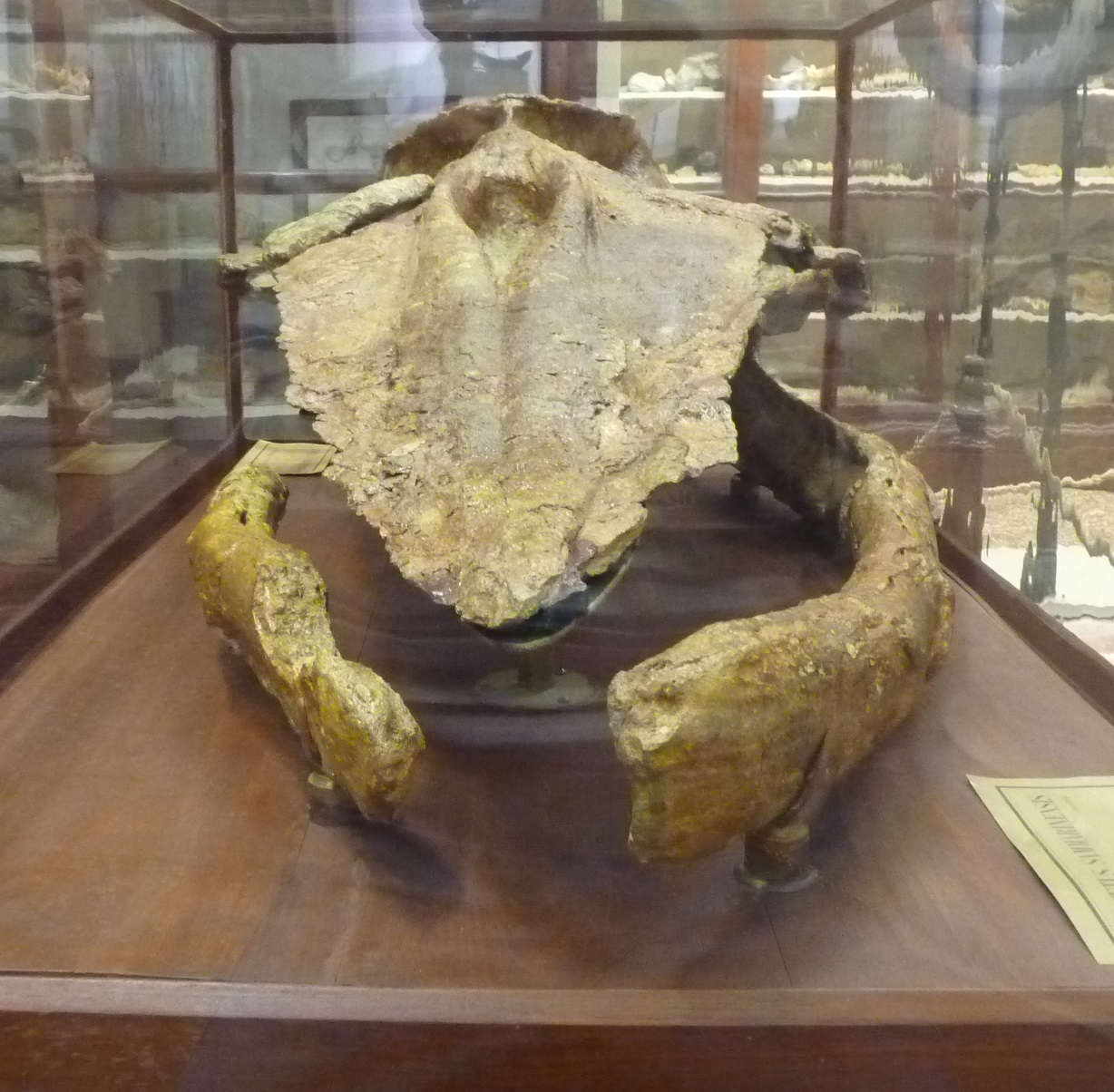
Vista frontal del crani

Aquest cetaci tenia un aspecte semblant al dels balenoptèrids d'avui en dia, tot i que era bastant més petit: el crani amb prou feines passava d'un metre de llargada, mentre que la llargada total de l'animal era d'uns sis metres.
Avui en dia és considerat un misticet primitiu. Dotat de barbes, presentava una barreja de caràcters moderns (com ara el seu rostre ample i pla) i primitius (com ara els ossos escatosos i parietals, que ocupen part de la finestra temporal).